# Dar Qita

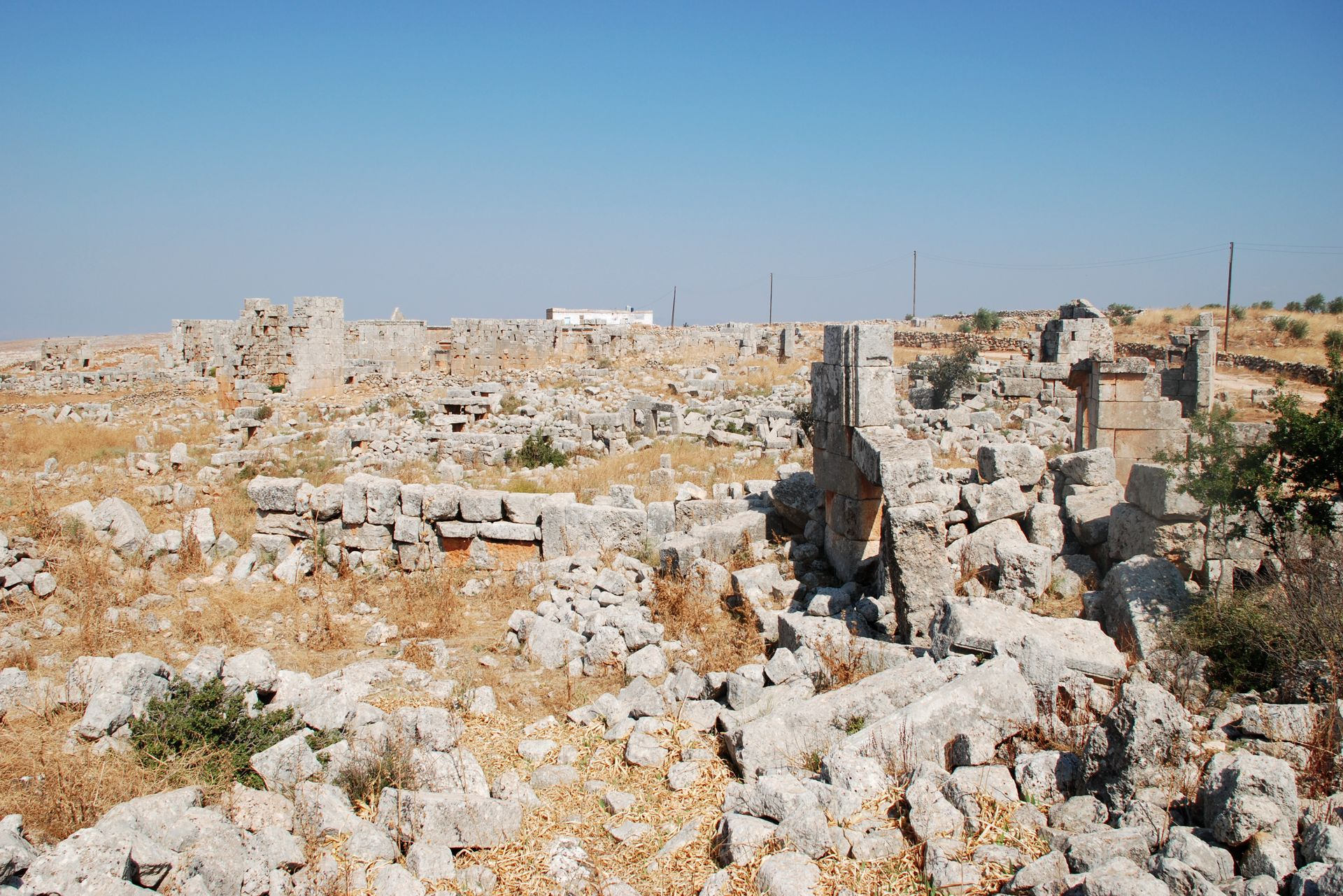
Blick nach Osten über einen Teil des Ortes. Kirche St. Paul und Moses im Hintergrund halblinks

Dar Qita, Dâr Ķîtā; war eine antike Siedlung im Gebiet der Toten Städte im Nordwesten von Syrien. Aus frühbyzantinischer Zeit sind die Ruinen dreier Kirchen erhalten.

## Lage
Dar Qita liegt im Gouvernement Idlib am Nordhang des Dschebel Barischa im mittleren Bereich des nordsyrischen Kalksteinmassivs. Wenige hundert Meter südlich sind etwas höher an dem karstigen und baumlosen Felshügel  die Ruinen des Nachbarortes Baqirha zu sehen. Beide Orte sind unbewohnt. Die Straße führt etwa sechs Kilometer nordöstlich bis nach Ba'uda, von der aus in knapp zwei Kilometern Entfernung der Grenzübergang Bab al-Hawa an der Hauptverbindungsstraße von Aleppo nach Antakya in der Türkei zu sehen ist. Südlich dieser Straße liegen im Umkreis weniger Kilometer sieben antike Siedlungen, zu den genannten gehören noch Barischa, Babisqa, Kseigbe und Qasr il-Benat. In römischer Zeit führte bei Dar Qita die Fernstraße zwischen Chalkis und Antiochien vorbei.

## Geschichte
Bereits im 1. Jahrhundert bestand eine Siedlung, die 355 einen Markt erhielt und zu einem Wirtschaftszentrum für den Export von Olivenöl und Wein wurde. Die Blütezeit lag wie bei allen Toten Städten im 5. und 6. Jahrhundert.
Die einzige Inschrift aus vorchristlicher Zeit wurde im Jahr 295/296 an ein Privathaus angebracht. Die nächste bekannte Inschrift von 339/340 beginnt wie die zehn folgenden, auf Portalen und über Hauseingängen angebrachten Inschriften bis 515 mit der Formel „Es gibt einen Gott und seinen Christus...“. Eine  Inschrift, 431 am Eingang eines Kirchhofs angebracht, trägt die Trinitäts-Formel „Es gibt einen Gott und seinen Christus und den Heiligen Geist“. Die christliche Botschaft scheint von einem Flavius Eusebius, Sohn des Cyril, in den Ort gebracht worden zu sein. Laut der Inschrift von 339/340 baute und finanzierte er den Marktplatz (Agora). Eine Inschrift von 355 erwähnt ihn als den Bauherrn eines Tors. Er dürfte folglich innerhalb dieses Zeitraums eine maßgebliche Rolle im Ort gespielt und durch sein öffentliches Bekenntnis auch Übertritte zur neuen Religion bewirkt haben. Es sind jedoch bis zum Bau der ersten Kirche keine Gebäude bekannt, die für Gottesdienste eingerichtet waren. Trotz der gut dokumentierten christlichen Missionsbemühungen gab es bis in die Mitte des 6. Jahrhunderts in der Region Anhänger der römischen Religion.

## Stadtbild

### Kirche St. Paul und Moses
Im Norden des Dschebel Barischa lassen sich in den ersten beiden Jahrzehnten des 5. Jahrhunderts vier Kirchen dem berühmten Architekten Markianos Kyris zuordnen. Die früheste Kirche, um 403/404 fertiggestellt, ist die Ostkirche von Babisqa, die sich in schlechtem Erhaltungszustand befindet. Etwas besser erhalten ist die inschriftlich 418 datierte Kirche St. Paul und Moses in Dar Qita. Als Kirchenoberhaupt wird Diodoros genannt, die Gemeinde dürfte sich um diese Zeit dem Patriarchen von Antiochien untergeordnet haben. Die griechische Inschrift liest sich: „Es gibt einen Gott und seinen Christus und den Heiligen Geist. Mit einer Weihe für Paul und Moses: der Gemeindeälteste Diodoros, der Architekt Kyros, am 25. des Loös, (im Jahr) 466“ (entsprechend August 418 n. Chr.).
Die dreischiffige Basilika mit einer Gesamtlänge von 20,3 Meter besaß im Kirchenschiff jeweils vier Säulen, die die Hochwände trugen und im Osten eine halbrunde Apsis mit seitlichen rechteckigen Nebenräumen bei einer außen gerade abschließenden Ostwand. In der Südfassade befanden sich zwei Türen, die Nord- und Westwand war geschlossen, wie bei frühen Kirchen üblich. Innerhalb einer Umfassung lag an der Südseite ein Hof. Die Nebenräume besaßen Türen zu den Seitenschiffen und zur Apsis. Über allen (schmalen) Fenstern lagen „arcuated lintels“, das sind an der Unterseite bogenförmig ausgehauene Sturzsteine, die baugeschichtlich den Übergang zu echten Arkaden darstellen.
Während zweier Expeditionen 1900 und 1905 untersuchte Howard Crosby Butler kurz die Ruinenstätte, im April 1909 schlug er in Dar Qita sein Lager auf, um die Baureste des Ortes und des benachbarten Baqirha gründlicher aufzunehmen. Er beschrieb die Anfang des 6. Jahrhunderts umgebaute Kirche mit nun in die West- und Nordwand eingebauten und von Ornamentprofilen eingerahmten Türen. 
In einem Abstand von der Südwestecke des Kirchenschiffs fand er das kleine Baptisterium bis zu einer Höhe von über sechs Meter exzellent erhalten. Es besaß ein in halber Höhe umlaufendes Reliefband und ebenfalls umrahmte Eingänge im Westen und Norden. Das Taufbecken war in den Boden eingelassen, der Täufling stand darin brusttief im Wasser. Das Datum der Inschrift wird als das Jahr 515 n. Chr. gelesen. Von den Außenwänden der Kirche sind die unterste Lage der Westwand und die östliche Wand bis zum Ansatz des Apsisbogens in situ. Sechs der acht Säulenkapitelle des Kirchenschiffes wurde freigelegt, sie zeigen den korinthischen Stil mit glattblättrigem Akanthus, eine Innovation von Markianos Kyris, andere den toskanischen Stil.

### Sergioskirche
Die Kirche des Heiligen Sergios ist das zweite Gotteshaus, dessen Fertigstellungsdatum mit 537 über dem Westportal inschriftlich belegt ist. Auch diese dreischiffige Basilika besaß ein, hier mit der Südseite des Hauptgebäudes an dessen Ostecke verbundenes Baptisterium, das vermutlich zur gleichen Zeit erbaut wurde. Eine weitere Inschrift über dem Eingang des Baptisteriums mit der Jahreszahl 566/567 bezieht sich auf die Erneuerung der Tür während der Herrschaft von Justin II. unter dem Patriarchen Anastasios. Kirchen wurden oft unter den Schutz von Heiligen gestellt, meist waren es Märtyrer. Der beliebteste unter ihnen war der in Resafa beigesetzte Sergios. Die profilierten und ornamentierten Türsturze der 120 Jahre später entstandenen Kirche imitieren den zuvor am selben Ort entwickelten Stil. Nach zwischenzeitlichen Neuerungen an den Kirchen der Nachbarorte kam es an einer der Wirkungsstätten von Markianos Kyris zu einer Wiederbelebung des alten Stils. Das Sima-Profil am Übersturz ist abwechselnd mit senkrechten glatten Akanthusblättern und Palmetten verziert. Nur das früher üblicherweise darunterliegende Flechtwerk ist durch eine vereinfachte Weinlaubranke ersetzt.

### Dreifaltigkeitskirche

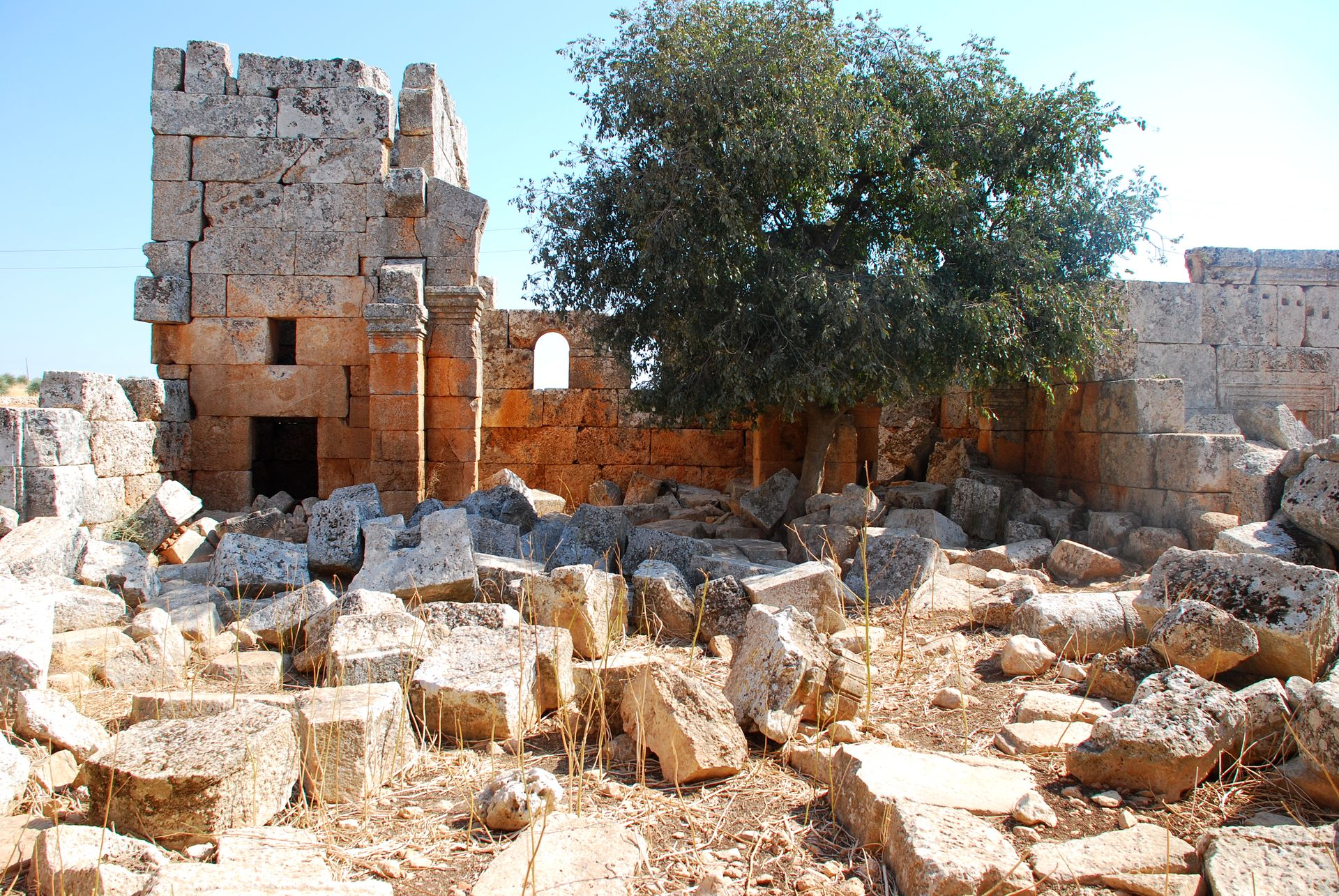
Die Dreifaltigkeitskirche hat als einzige einen rechteckigen Altarraum

An der Dreifaltigkeitskirche befand sich nur eine undatierte Inschrift in syrischer Schrift. Die Kirche besaß kein Baptisterium. Sie lehnte sich nicht mehr an den frühen Stil des Markianos Kyris an, sondern übernahm in der Ornamentierung den Kathedralstil, der sich im 6. Jahrhundert herausgebildet hatte. Dazu gehören horizontale Reliefbänder, die sich über den Fenstern auf der gesamten Außenwand entlangziehen und an den Enden zu Voluten aufrollen. Die Türsturze erhielten in der Mitte einen starken Wulst, die Kapitelle wurden im korinthischen Stil mit lebhaften windbewegten Blättern gestaltet.
Keine der Kirchen gehörte zu einem Kloster. Die Quadersteine einer großen Zahl stattlicher Residenzen liegen über das einstige Siedlungsgebiet verstreut. 